# Mount Gerdine
Der Mount Gerdine ist mit 3431 m der zweithöchste Berg der Tordrillo Mountains in Alaska. 
Der stark vergletscherte Berg liegt 18,9 km nördlich vom Mount Torbert, dem höchsten Punkt der Gebirgsgruppe. Anchorage befindet sich 143 km ostsüdöstlich. Die Südflanke bildet das Nährgebiet des westlichen Quellgletschers des Hayes-Gletschers, die West- und Nordostflanke das Nährgebiet des östlichen Quellgletschers. Die Ostflanke bildet den Ursprung des südlichen Quellgletschers des Trimble-Gletschers (South Branch Trimble Glacier).
2,5 km nordnordöstlich des Gipfels befindet sich der subglaziale Vulkan Hayes.
Benannt wurde der Berg nach Thomas Golden Gerdine (1872–1930), einem Topografen des U.S. Geological Survey (USGS).
Die Erstbesteigung gelang am 5. Mai 1963 einer 5-köpfigen Gruppe bestehend aus Rod Wilson, Lowell Thomas, George Wichman, Paul Crews Jr. und Paul Crews Sr. Ausgangspunkt der Besteigung, der per Flugzeug (float plane) erreicht wurde, war der östliche Quellgletscher des Hayes-Gletschers. Der Erstbesteigung gingen in den beiden Vorjahren zwei fehlgeschlagene Besteigungsversuche voraus.